# Siguiri Airport
Siguiri Airport är en flygplats i Guinea.   Den ligger i regionen Kankan Region, i den östra delen av landet, 500 km öster om huvudstaden Conakry. Siguiri Airport ligger 362 meter över havet.
Terrängen runt Siguiri Airport är platt. Runt Siguiri Airport är det glesbefolkat, med 20 invånare per kvadratkilometer. Närmaste större samhälle är Siguiri, 1,2 km söder om Siguiri Airport. Trakten runt Siguiri Airport består till största delen av jordbruksmark.